# 奇原黑麗魚
奇原黑麗魚，為輻鰭魚綱鱸形目隆頭魚亞目慈鯛科的其中一種，分布於非洲馬拉威湖南部流域，體長可達20.3公分，棲息在岩石底質具有沉積物的水域，生活習性不明，可做為觀賞魚。

## 擴展閱讀
維基物種上的相關：奇原黑麗魚